# Nordtrattspindel
Nordtrattspindel (Arctobius agelenoides) är en spindelart som först beskrevs av James Henry Emerton 1919.  Nordtrattspindel ingår i släktet Arctobius och familjen mörkerspindlar. Enligt den finländska rödlistan är arten nära hotad i Finland. Enligt den svenska rödlistan är arten otillräckligt studerad i Sverige. Arten förekommer i Övre Norrland. Artens livsmiljö är kalfjäll. Inga underarter finns listade i Catalogue of Life.